# Mircea Băsescu
Mircea Băsescu (Murfatlar, 27 novembre 1953) è un imprenditore rumeno, fratello dell'ex presidente Traian Băsescu.

## Biografia
Fratello dell'ex presidente della Romania Traian Băsescu, è lo zio dell'ex europarlamentare Elena Băsescu e di Ioana Băsescu. È sposato e ha due figli.

## Controversie
Il 24 marzo 2011 il quotidiano Adevărul ha pubblicato la notizia secondo cui "Mircea Băsescu, fratello del presidente rumeno, sarebbe stato corrotto da Sandu Anghel (uomo della malavita legato all'usura, al commercio di ferro e di auto di lusso) con 300.000 euro. A seguito di questa notizia, il procuratore Eugen Iacobescu della Procura della Corte di Olt, da cui provenivano le informazioni, è stato sottoposto a provvedimenti disciplinari e costretto ad andare in pensione. 
Il 20 giugno 2014 il tribunale di Bucarest ha deciso di arrestare Mircea Băsescu in quanto sospettato di traffico d'influenza. In questo caso è stato coinvolto anche Sandu Anghel, su cui pendono altri 30 casi di liti, furti o denunce da parte dei suoi famigliari e di altri clan rivali.
Mircea Băsescu è stato condannato in via definitiva a 4 anni di carcere per traffico d'influenza, poiché aveva ricevuto una tangente dalla famiglia di Sandu Anghel, noto come Bercea Mondial. Bercea era sotto processo per tentato omicidio nei confronti del nipote. Gli inquirenti sostengono che della somma totale di 600.000 euro che Florin Anghel avrebbe dato a Marian Căpățână, Mircea Băsescu ne avrebbe ricevuto 250.000. Il tribunale ha anche ordinato la confisca della medesima somma a Marian Căpățănă e la revoca del sequestro disposto sui beni di Mircea Băsescu.